# Hermann Hartje

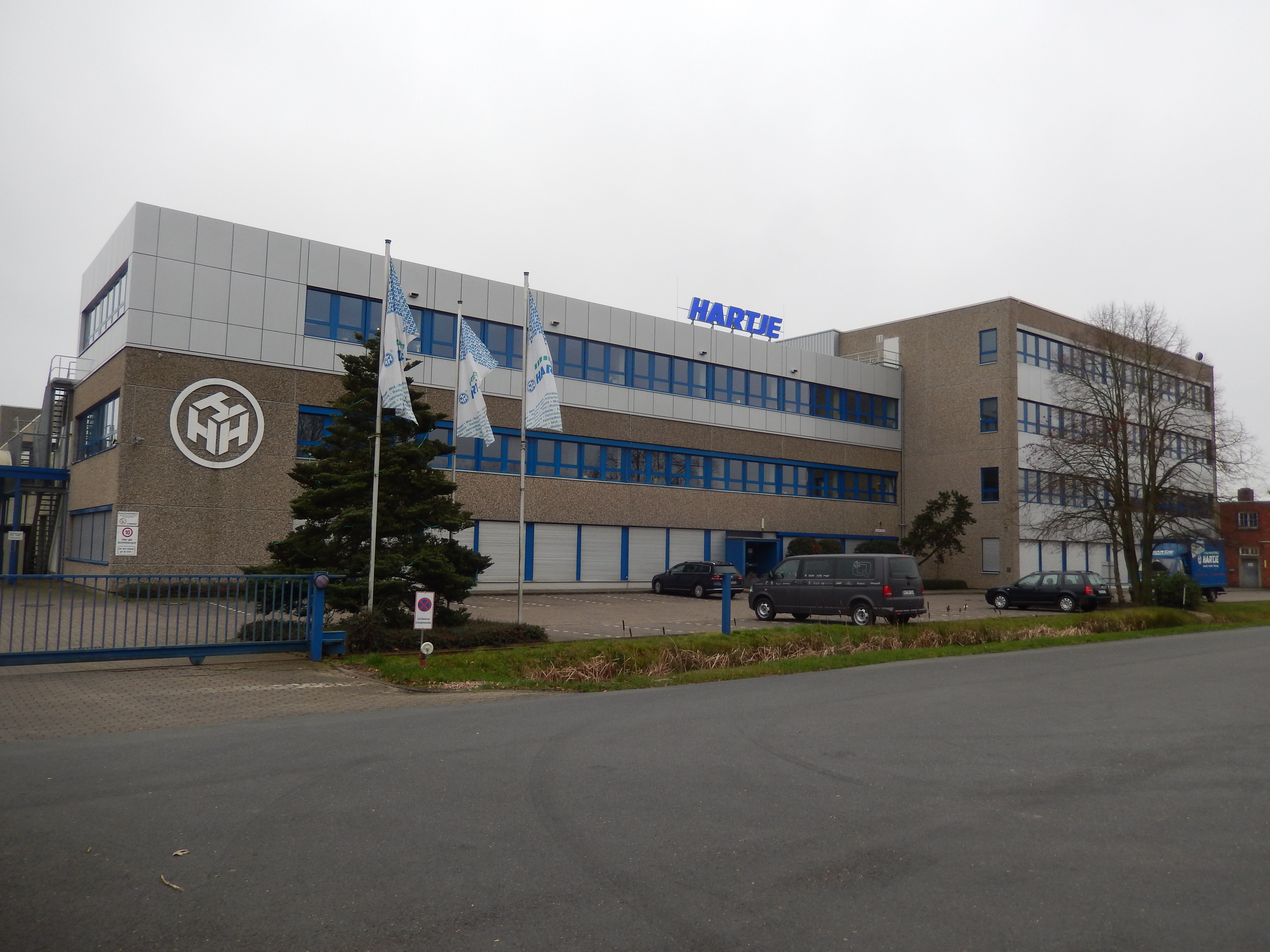
Hartje Bürogebäude in Hoya

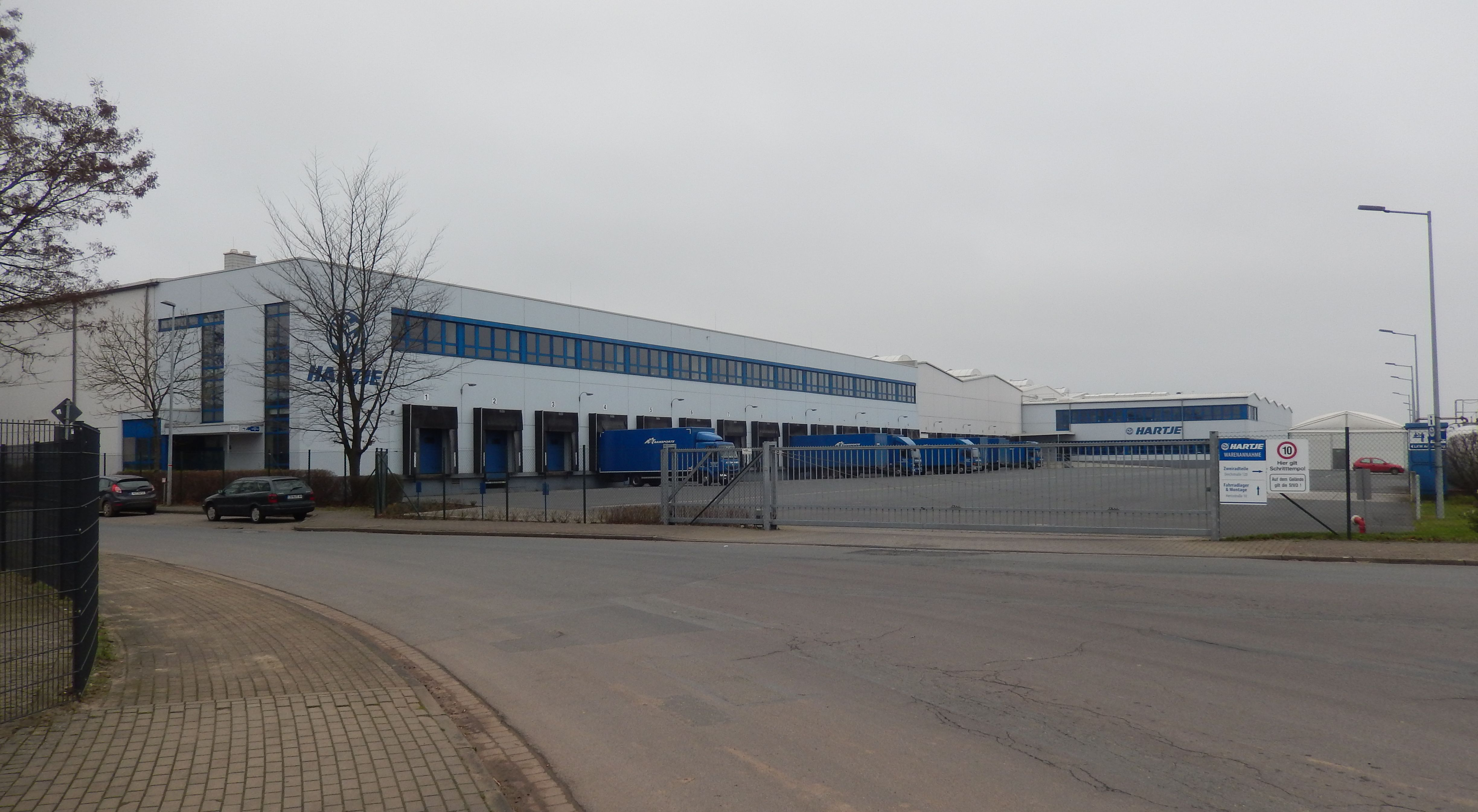
Hartje Lagerhallen in Hoya

Die Hermann Hartje KG ist ein Großhandelsunternehmen für den Fahrrad-,  Motorrad- und Kfz-Einzelhandel. Firmenhauptsitz ist in Hoya an der Weser.
Bekannte Eigenmarken des Unternehmens sind z. B. Victoria und Conway. Diese sind nur im Fahrrad-Fachhandel erhältlich.
Insgesamt ist die Hermann Hartje KG in den Bereichen Fahrräder und E-Bikes, Fahrradteile und Zubehör, Motorradteile und Zubehör, Fahrzeugteile und Werkzeuge sowie Sport und Outdoor aktiv.

## Geschichte
Hermann Hartje Senior gründete 1895 eine Handelsgesellschaft, auf die die heutige Hartje KG zurückgeht. 1900 begann Hartje Fahrradteile zu verkaufen; 1904 eröffnete er eine Tankstelle und eine kleine Autoreparaturwerkstatt. Er begann mit der Montage von Fahrrädern der Marken Weserwoge und Prinzen-Rad. Nach dem Zweiten Weltkrieg gingen die Aktivitäten weiter und 1968 waren 50 Mitarbeiter bei Hartje angestellt. 1973 wurde die heutige Hermann Hartje KG gegründet. Die Aktivitäten des Unternehmens weiteten sich auf den nordwestdeutschen Raum aus und 1986 folgten die ersten Verkaufsbüros in Bielefeld und Hamburg. Nach der Wiedervereinigung Deutschlands wurde Hartje in den neuen Bundesländern aktiv und gründete 1991 die Hermann Hartje Magdeburg GmbH & Co KG mit Standorten in Magdeburg, Ochtmersleben, Potsdam und Leipzig.
2006 wurde ein Verkaufsbüro in Zutphen (Niederlande) und 2008 ein weiteres in Linz (Österreich) eröffnet. 2011 folgten Niederlassungen in Aarhus (Dänemark) sowie in Belgien.

## Handelsware und Logistik
Hartje ist ein Vollsortimenter im Fahrradbereich, d. h., das Unternehmen vertreibt mit verschiedenen Fahrradmarken sämtliche an einem Rad befindliche Komponenten und Zubehör. Die eigene Teile- und Zubehörmarke Contec, deckt nahezu jeden Einsatzbereich an Fahrrad und E-Bike ab.
Hartje ist Gesellschafter der Autoteile-Kooperation Carat (Verbund von deutschen und europäischen Autoteilehändlern).

## Fahrradmarken

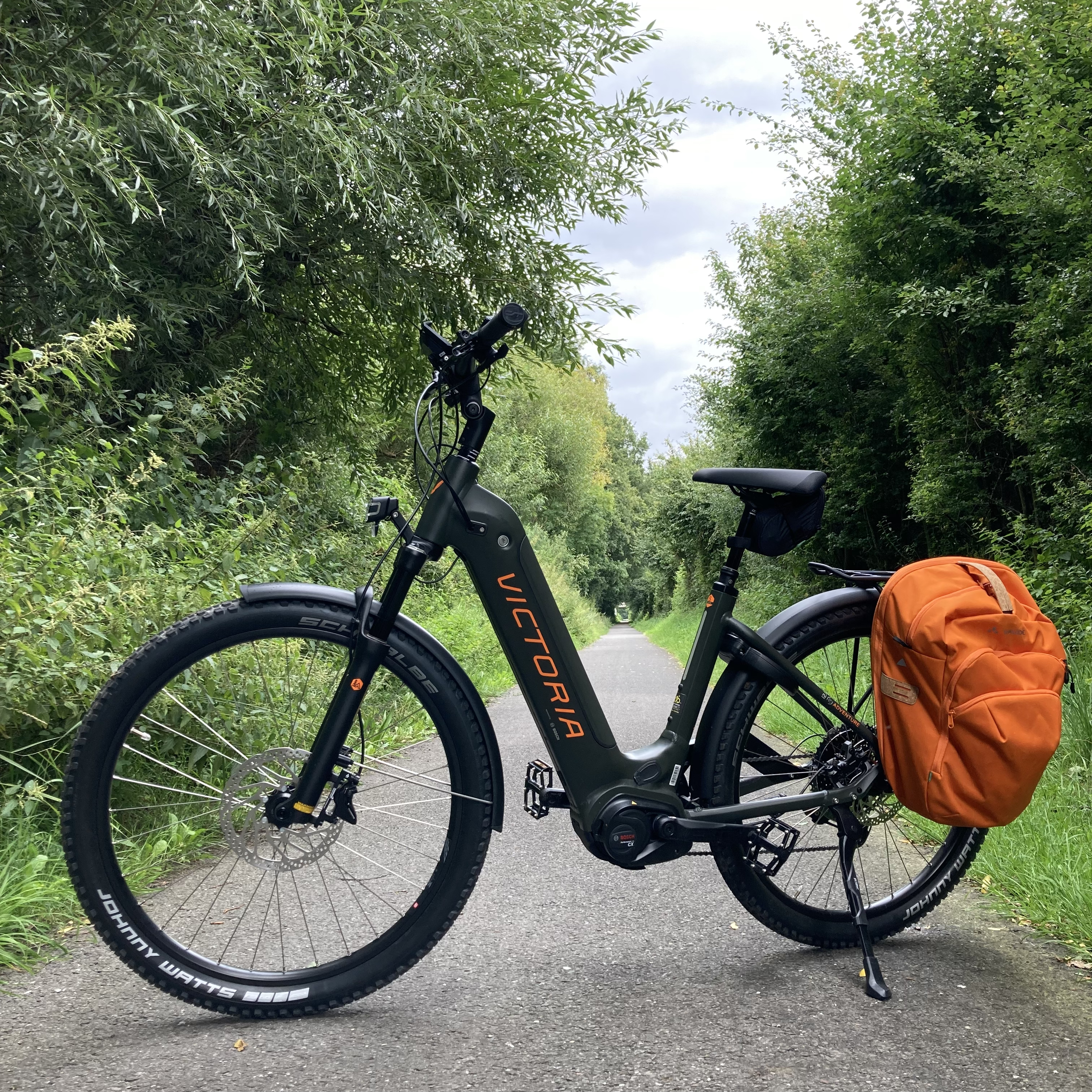
Das E-Bike eAdventure 12.10 von Victoria

Hartje vertreibt eine große Vielfalt unterschiedlicher Eigen- und Partnermarken. Diese werden z. B. im Auftrag hergestellt und durch Hartje vertrieben, in der eigenen e-factory in Tschechien gefertigt oder entstehen in der hauseigenen Manufaktur im niedersächsischen Hoya.
- Conway: Eigenmarke; seit 1993, vor allem Mountainbikes, E-Mountainbikes und E-Trekkingräder
- Victoria: Eigenmarke; Fahrräder und E-Bikes für City und Trekking. Die Namensrechte des ehemaligen Nürnberger Herstellers gingen 1995 exklusiv an die Hermann Hartje KG über
- Brennabor: Eigenmarke; Fahrräder und E-Bikes für City und Trekking
- Excelsior: Eigenmarke; Lifestyle- und Urban-Bikes sowie E-Bikes
- Contoura: Eigenmarke; Fahrräder und E-Bikes in Manufakturbauweise
- Tern: Falt- und Cargobikes; Hartje ist in mehreren Ländern exklusiver Vertriebspartner
- QiO: Eigenmarke; kompakte E-Bikes (Kompakträder)
- Chike: Cargobikes; Hartje ist Partner für Fertigung, Vertrieb und Service
- Kayza: Eigenmarke; preiswerte E-Bikes und Fahrräder
- Noxon: Eigenmarke; Fahrräder für Kinder und Jugendliche